# Mudalgi
Mudalgi là một thị xã của huyện Belgaum thuộc bang Karnataka, Ấn Độ.

## Nhân khẩu
Theo điều tra dân số năm 2001 của Ấn Độ, Mudalgi có dân số 29.894 người. Phái nam chiếm 51% tổng số dân và phái nữ chiếm 49%. Mudalgi có tỷ lệ 45% biết đọc biết viết, thấp hơn tỷ lệ trung bình toàn quốc là 59,5%: tỷ lệ cho phái nam là 54%, và tỷ lệ cho phái nữ là 36%. Tại Mudalgi, 17% dân số nhỏ hơn 6 tuổi.